# Fear the Walking Dead
A Fear the Walking Dead 2015 és 2023 között sugárzott amerikai televíziós posztapokaliptikus horrorsorozat. A Robert Kirkman és Dave Erickson által alkotott széria 2015. augusztus 23-án startolt az AMC műsorán. A Robert Kirkman, Tony Moore és Charlie Adlard által alkotott azonos című képregénysorozaton alapuló The Walking Dead társ-, illetve előzménysorozata.
A sorozat kreátora, Dave Erickson a 3. évad végén távozott, helyét a 4. évadtól kezdődően Andrew Chambliss és Ian Goldberg vette át.

## Áttekintése
2013 szeptemberében az AMC bejelentette, hogy elkészítik a The Walking Dead társ-, illetve előzménysorozatát, ami Los Angelesben fog játszódni. A bevezető részt 2015 elején, a maradék 5 részt pedig 2015 májusában forgatták le. A sikeres bevezető epizódot követően az AMC berendelte a 2. évadot is, ami 2016. április 11-én került bemutatásra. A sorozat első epizódjának bemutatója 2015. augusztus 23-án volt, melyet Magyarországon az AMC Magyarország világpremierként adott le az amerikai premierrel egy időben, eredeti nyelven, de aznap este megismételte az epizódot magyar szinkronnal is. A történet teljesen új helyszínen, teljesen új szereplőkkel mutatkozott be.

## Alaptörténet
A sorozat kezdetben Los Angelesben, később Mexikóban játszódik. A történet középpontjában egy diszfunkcionális család áll: Madison Clark középiskolai tanácsadó, vőlegénye, az angoltanárként dolgozó Travis Manawa, lánya Alicia, drogfüggő fia Nick, Travis előző házasságából született fia Chris, és Liza Ortiz, Chris édesanyja. Hozzájuk csatlakozik a Salazar család az apokalipszis kezdetén. A családtagoknak újra fel kell fedezniük önmagukat, új készségeket kell elsajátítaniuk, és új szemléletet kell felvenniük a túlélés érdekében, ahogy a civilizáció összeomlik körülöttük.

## Szereplők

### Főszereplők
- Madison Clark (Kim Dickens; magyar hangja: Spilák Klára) – A sorozat domináns női főszereplője, egykori középiskolai tanácsadó, Nick és Alicia édesanyja, Travis menyasszonya. (1-4. évad; 7. évad - vendégszereplő, 8. évad)[8][9]
- Travis Manawa (Cliff Curtis; magyar hangja: Háda János) – Eltökélt középiskolai tanár, Madison vőlegénye, Chris édesapja és Liza volt férje. (1-3. évad)[9][10]
- Nick Clark (Frank Dillane; magyar hangja: Gacsal Ádám) – Leszokófélben lévő heroinfüggő, Madison fia és Alicia bátyja. (1-4. évad)[9][11]
- Alicia Clark (Alycia Debnam-Carey; magyar hangja: Gáspár Kata) – Madison indulatos, de együttérző lánya, Nick húga. (1-7. évad, 8. évad - vendégszereplő)[9][12]
- Liza Ortiz (Elizabeth Rodriguez; magyar hangja: Kis-Kovács Luca) – Ápolónőnek tanuló egyedülálló anya, Travis volt felesége, Chris édesanyja. (1. évad, 2. évad - vendégszereplő)[9][13]
- Ofelia Salazar (Mercedes Mason; magyar hangja: Csuha Borbála) – Daniel és Griselda lánya. (1-3. évad)[9][14]
- Daniel Salazar (Rubén Blades; magyar hangja: Törköly Levente) – Bátor és gyakorlatias borbély, a Sombra Negra egykori tagja, Griselda férje és Ofelia édesapja. (1-3. évad; 5-8. évad )[15]
- Chris Manawa (Lorenzo James Henrie; magyar hangja: Bogdán Gergő) – Travis és Liza lázadó tinédzser fia, aki az új világ hatására még brutálisabbá válik. (1-2. évad)[16]
- Victor Strand (Colman Domingo; magyar hangja: Bognár Tamás) – Okos és kifinomult szélhámossá váló üzletember, aki összebarátkozik Nickkel és Madisonnal. (1. évad - 8. évad)[17]
- Alex (Michelle Ang) – Csendes és gyakorlatias túlélő, akit a Fear the Walking Dead: Flight 462 című websorozatban mutattak be. (2. évad)
- Luciana Galvez (Danay García) – Erős és óvatos, a tijuanai Kolónia egykori tagja, Nick barátnője. (2. évad - visszatérő szereplő, 3. évad -)[18]
- Jeremiah Otto (Dayton Callie) – A Broke Jaw Ranch rasszista és nyílt vezetője, Jake és Troy édesapja. (2. évad - vendégszereplő, 3. évad)[19]
- Troy Otto (Daniel Sharman) – Jeremiah karizmatikus és impulzív fia, Jake féltestvére. (3. évad, 8. évad)[20]
- Jake Otto (Sam Underwood) – Jeremiah megbízható és bölcsebb fia, Troy féltestvére. (3. évad)[21]
- Lola Guerrero (Lisandra Tena) – Egy Tijuanában található gátat felügyel, az ottani közösség nagylelkű és empatikus vezetője, aki a vízszállításért felel. (3. évad)[22]
- Morgan Jones (Lennie James; magyar hangja: Kőszegi Ákos) – Mentálisan instabil és könyörtelenül gyakorlatias ember, aki találkozik a túlélők fő csoportjával. (4. évad - 8. évad)[23]
- John Dorie (Garret Dillahunt) – Magányos és barátságos túlélő, aki összefut Morgannel. (4-6. évad)[24]
- Althea (Maggie Grace; magyar hangja: Solecki Janka) – Taktikus és kíváncsi újságíró, aki segít Morgannek és Johnnak. (4-6. évad, 7. évad - vendégszereplő)[25]
- June / Naomi / Laura (Jenna Elfman) – Kedves és titokzatos nővér, akivel Madison találkozik. (4. évad - 8. évad)[26]
- Charlie (Alexa Nisenson) – Fiatal lány, aki a Keselyűknek kémkedik, később csatlakozik Morgan csoportjához. (4. évad - 8. évad)[27]
- Grace (Karen David) - Egy erőmű egykori dolgozója, aki az apokalipszis kezdetén próbálta fenntartani a körzet áramellátását. Nem ismerte fel, hogy az áramtermelés szükségtelen, ennek eredményeként a reaktor később leolvadt, munkatársai halálát okozva. Egyetlen túlélőként próbálja eltávolítani a radioaktív holtakat az emberek közeléből, hogy jóvátegye hibáját. (5. évad- 8. évad)[28]
- Dwight (Austin Amelio) - A Megváltók csoport egykori tagja, akit Rick Grimes csoportja elűzött Virginiából a The Walking Deadben. (5. évad - 8. évad)[29]

### Mellékszereplők

#### Los Angeles
- Art "Artie" Costa (Scott Lawrence) – A középiskola igazgatója, ahol Madison és Travis dolgoznak. (1. évad)[30]
- Griselda Salazar (Patricia Reyes Spíndola) – Ofelia édesanyja, aki férjével Daniellel a politikai zavargások elől El Salvadorból az Egyesült Államokba emigrált. (1. évad, 2. évad - vendégszereplő)[31]
- Moyers parancsnok (Jamie McShane) – A Madison szomszédságának védelméért felelős Nemzeti Gárda kontingensének vezetője. (1. évad)[32]
- Andrew Adam tizedes (Shawn Hatosy) – Jó szándékú katona, Moyers parancsnok beosztottja. (1. évad)[33]
- Dr. Bethany Exner (Sandrine Holt) – Magabiztos és képzett orvos. (1. évad)[34]

#### Csendes-óceáni partvidék
- Jack Kipling (Daniel Zovatto) – Az Abigailt elfoglaló csoport tagja, érdeklődést mutat Alicia iránt. (2. évad)[35]
- Reed (Jesse McCartney) – Az Abigailt elfoglaló csoport ellenséges tagja, Connor öccse. (2. évad)[36]
- Vida (Veronica Diaz) – Terhes nő, Connor egyik embere. (2. évad)[37]
- Connor (Mark Kelly) – Az Abigailt elfoglaló csoport vezetője, Reed bátyja. (2. évad)[38]
- Luis Flores (Arturo Del Puerto) – Victor Strand és Thomas Abigail szövegtségese és jobbkeze. (2. évad)[39]

#### Mexikó
- Thomas Abigail (Dougray Scott) – Strand barátja, róla nevezték el az Abigail nevű hajót. (2. évad)[40]
- Celia Flores (Marlene Forte) – Luis édesanyja. (2. évad)[41]
- Alejandro Nuñez (Paul Calderón) – Gyógyszerész, a mexikói Tijuanában található Kolónia közösség vezetője. Azt állítja, hogy megharapta egy fertőzött, de nem halt bele. (2. évad)[42]
- Marco Rodriguez (Alejandro Edda) – A Kolónia közelében élő banda vezetője. (2. évad)
- Elena Reyes (Karen Bethzabe) – A Rosarito Beach hotel menedzsere, aki segít Aliciának. (2. évad, 3. évad - vendégszereplő)[43]
- Hector Reyes (Ramses Jimenez) – Elena unokaöccse, aki segített a hotel igazgatásában. (2. évad, 3. évad - vendégszereplő)
- Oscar Diaz (Andres Londono) – A hotelben élő túlélők csoportjának vezetője. (2. évad)[44]
- Andres Diaz (Raul Casso) – Oscar bátyja. (2. évad)
- Ilene Stowe (Brenda Strong) – A hotelben élő túlélők csoportjának egyik tagja, a lánya esküvői fogadásán vett részt, amikor kitört az apokalipszis. Oscar anyósa. (2. évad, 3. évad - vendégszereplő)[45]
- Brandon Luke (Kelly Blatz) – A három fiatal férfiból álló csoport vezetője, aki összebarátkozik Chrisszel. (2. évad)[46]
- Derek (Kenny Wormald) – Brandon csoportjának egyik tagja. (2. évad)[47]
- James McCallister (Israel Broussard) – Brandon csoportjának másik tagja. (2. évad)[47]

#### A farm
- Qaletaqa Walker (Michael Greyeyes) – Indián, háborúban áll Jeremiah Ottoval, aki elfoglalta a földjeit. (3. évad)[48]
- Blake Sarno (Michael William Freeman) – A Broke Jaw farm milíciájának tagja. (3. évad)
- Lee "Crazy Dog" (Justin Rain) – Qaletaqa jobbkeze. (3. évad)
- Cooper (Matt Lasky) – A Broke Jaw farm milíciájának tagja. (3. évad)

#### A gát
- Efrain Morales (Jesse Borrego) – Tijuanában élő férfi, aki megmentette a tűzben megsérült Daniel életét. (3. évad)[49]
- John felügyelő (Ray McKinnon) – A Felügyelők néven ismert csoport vezetője. (3. évad)

#### A stadion
- Cole (Sebastian Sozzi) – A baseball-stadionban élő közösség egyik tagja. (4. évad, 6. évad - vendégszereplő)[50]
- Viv (Rhoda Griffis) – A baseball-stadionban élő közösség egyik tagja. (4. évad, 6. évad - vendégszereplő)
- Douglas (Kenneth Wayne Bradley) – A baseball-stadionban élő közösség egyik tagja. (4. évad, 6. évad - vendégszereplő)

#### A Keselyűk
- Mel (Kevin Zegers) – A Keselyűk ellenséges tagja. (4. évad)[51]
- Ennis (Evan Gamble) – A Keselyűk egyik tagja. (4. évad)

#### Texas/Mississippi
- Jim Brauer (Aaron Stanford) – Képzett sörfőző, az élőhalottak terén kevés tapasztalattal rendelkező túlélő. (4. évad)[52]
- Wendell (Daryl Mitchell) – Kerekesszékhez kötött túlélő, Sarah örökbefogadott testvére. (4-5. évad. 6. évad - vendégszereplő, 7. évad -)[52]
- Sarah (Mo Collins) – Egykori tengerészgyalogos, Wendell örökbefogadott testvére. (4. évad - )[52]
- Martha (Tonya Pinkins) – Titokzatos ellenséges nő, aki minden túlélőt megöl, aki segíteni próbál másoknak. (4. évad)[52]
- Clayton ("Jegesmedve") (Stephen Henderson) – A "Jegesmedve" becenéven is ismert Clayton a Wittington farmergyár társtulajdonosa, Logan korábbi partnere. Az apokalipszis kezdete előtt a gyár teherautó sofőrjeként dolgozott, később úgy dönt, hogy az út mentén elhelyezett ellátmányt tartalmazó dobozokkal segíti az embereket. (4. évad)[53]
- Tess (Peggy Schott) – Túlélő, aki fiával és férjével élt, és férje haláláig soha nem hagyta el az otthonát. (5. évad)
- Wes (Colby Hollman) – Túlélő, aki segít Morgan csoportjának. (5-7. évad)
- Jacob Kessner (Peter Jacobson) – Rabbi, aki csatlakozik Morgan csoportjához. (5. évad -)

#### C&L fuvarozás/Tartályváros
- Logan (Matt Frewer) - Clayton ("Jegesmedve") egykori partnere, aki megtéveszti Morgan csoportját, hogy megszerezze magának a farmergyárat.[54]
- Doris (Mikala Gibson) - Logan jobbkeze. (5. évad)
- Rollie (Cory Hart) - Logan csapatának hűséges tagja. (5. évad)
- Dom (Beau Smith) - Clayton csapatának egykori tagja, Tartályváros lakója, olajkitermelő munkás. (5. évad)

#### Cackleberry tábor
- Dylan (Cooper Dodson) Annie és Max öccse. (5. évad)
- Max (Ethan Suess)  Tinédzser túlélő, Annie és Dylan testvére. (5. évad)
- Annie (Bailey Gavulic) Tinédzser túlélő, Dylan és Max testvére. (5. évad)

#### CRM
- Isabelle (Sydney Lemmon) Helikopterpilóta, aki a titokzatos CRM nevű szervezet tagja. (5. évad)

#### Virginia és az úttörők/Paradise Ridge
- Virginia (Colby Minifie) - Egy csapat túlélő ellenséges vezetője (5. évad)
- Janis (Holly Curran) - Alicia és Strand segítségét kérő nő, akit végül Wes ment meg. Később csatlakozik Morgan csoportjához. Tom húga. (5. évad)

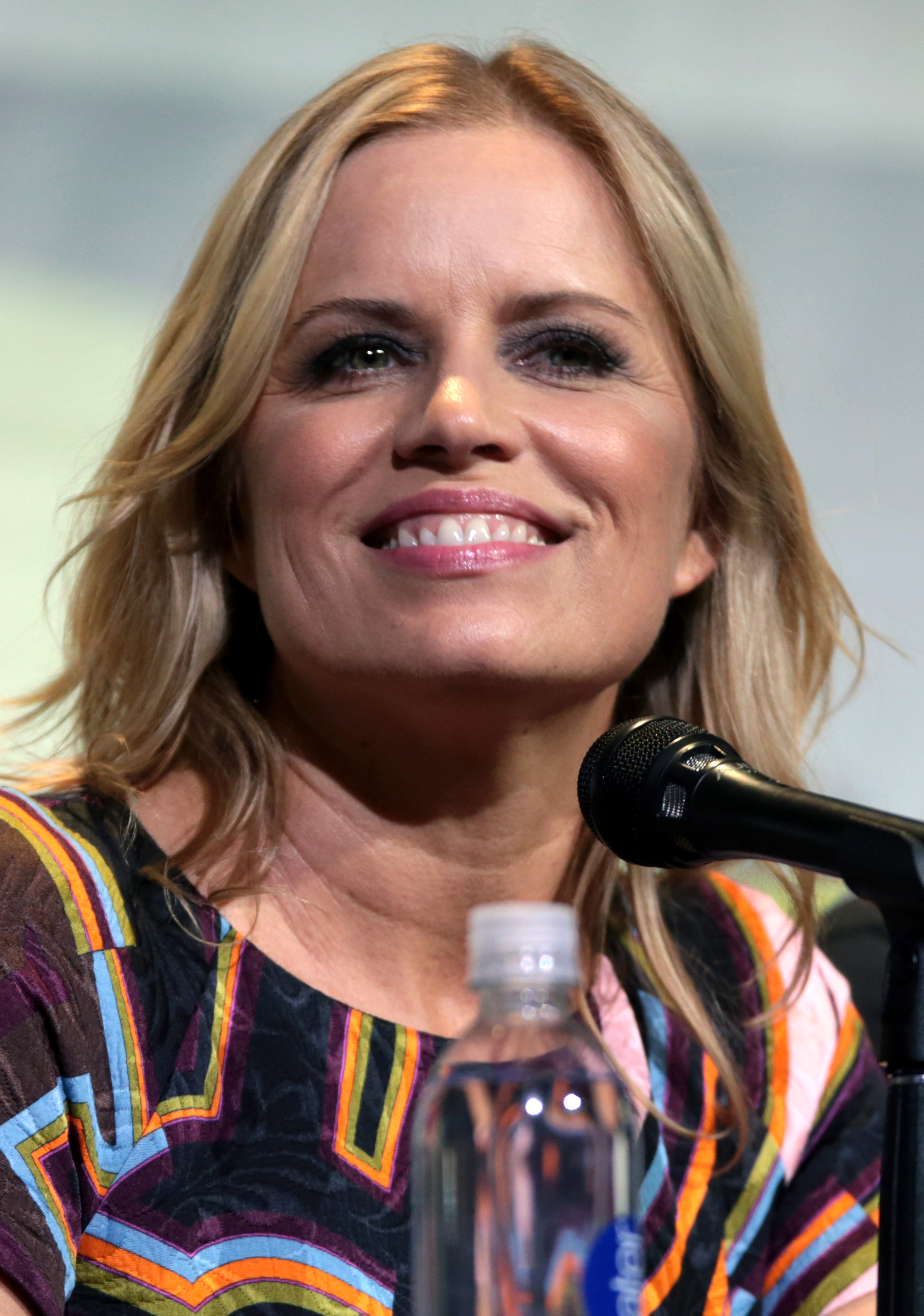
Kim Dickens (2016)
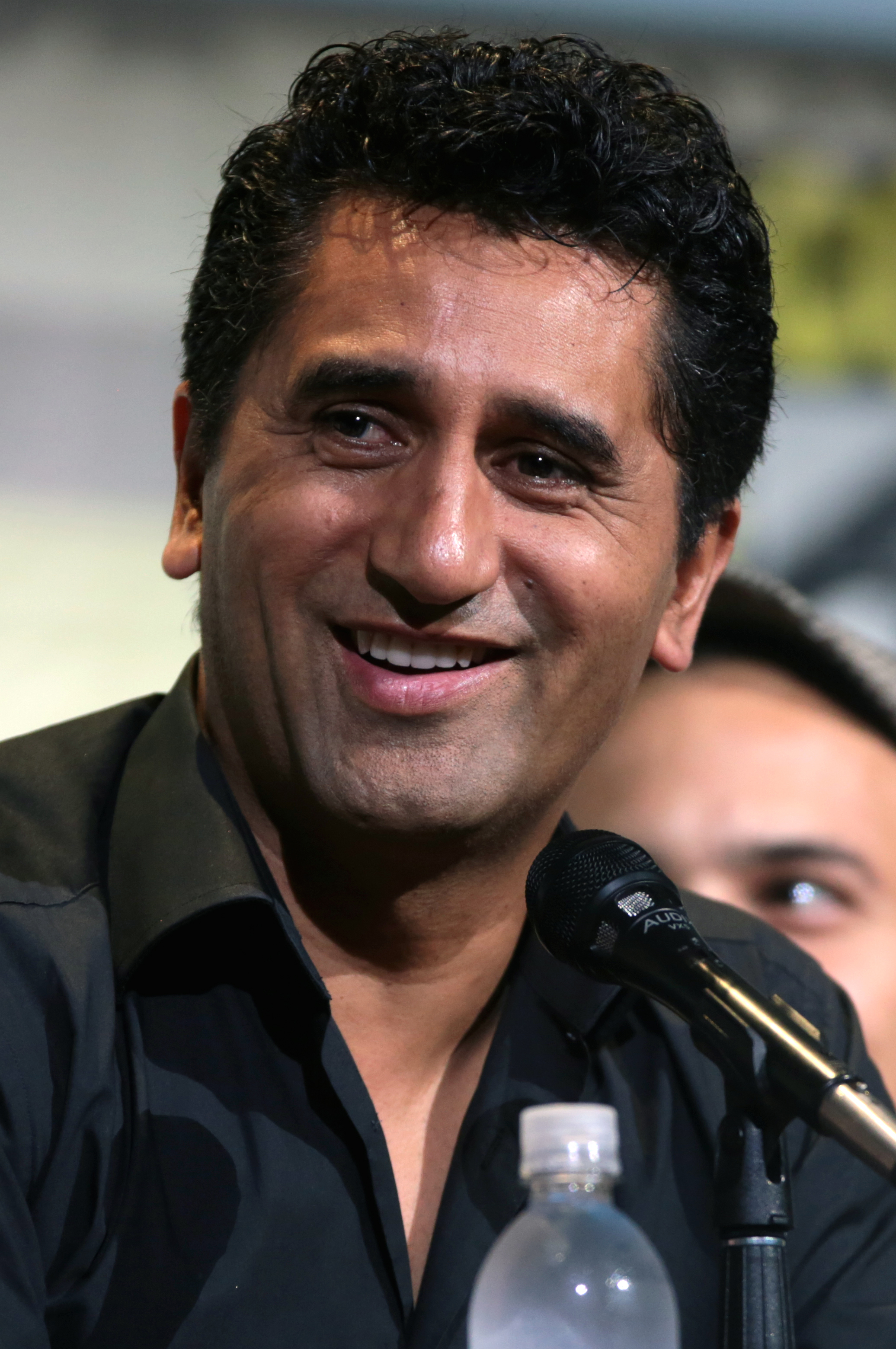
Cliff Curtis (2016)
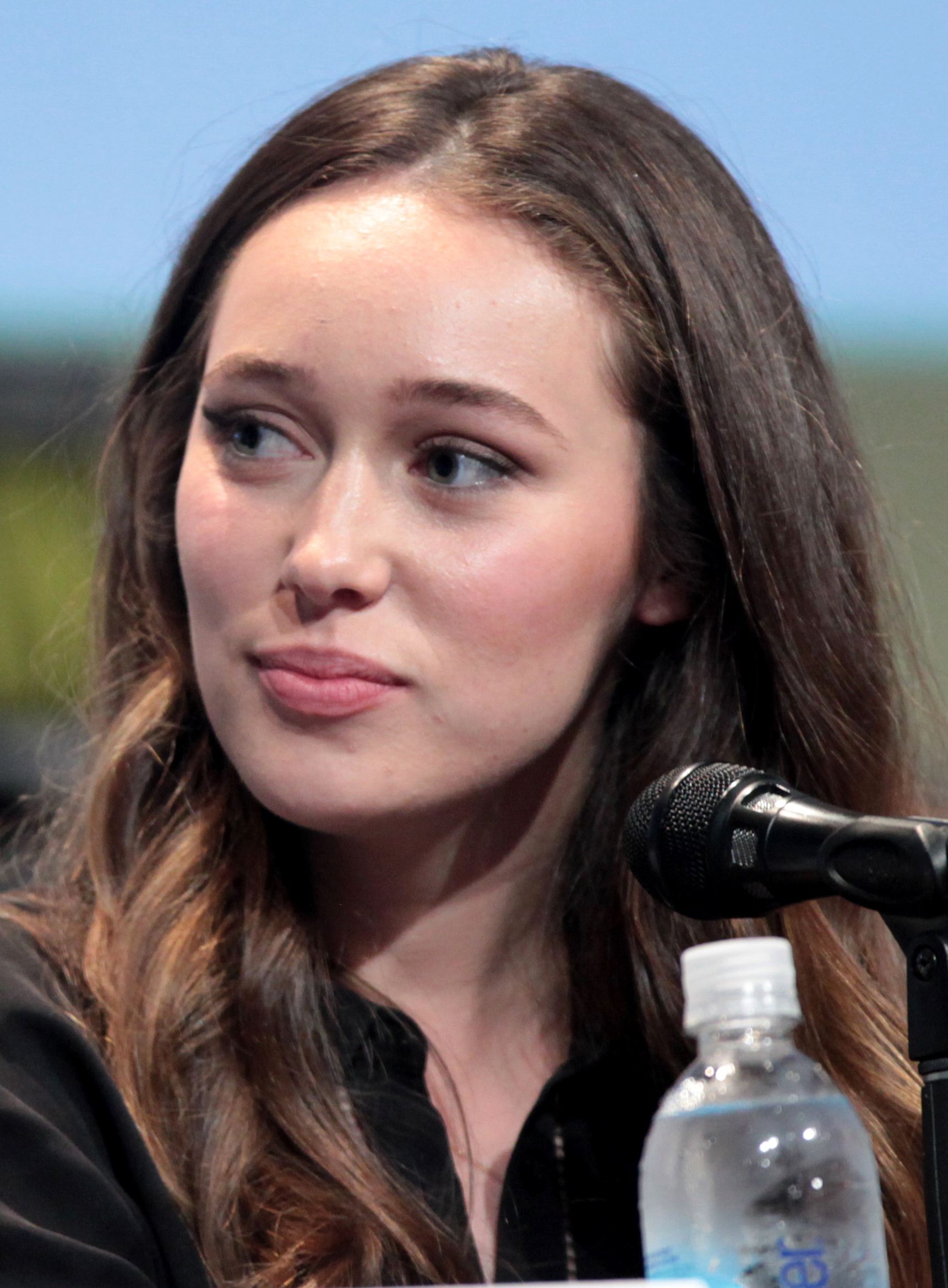
Alycia Debnam-Carey (2015)
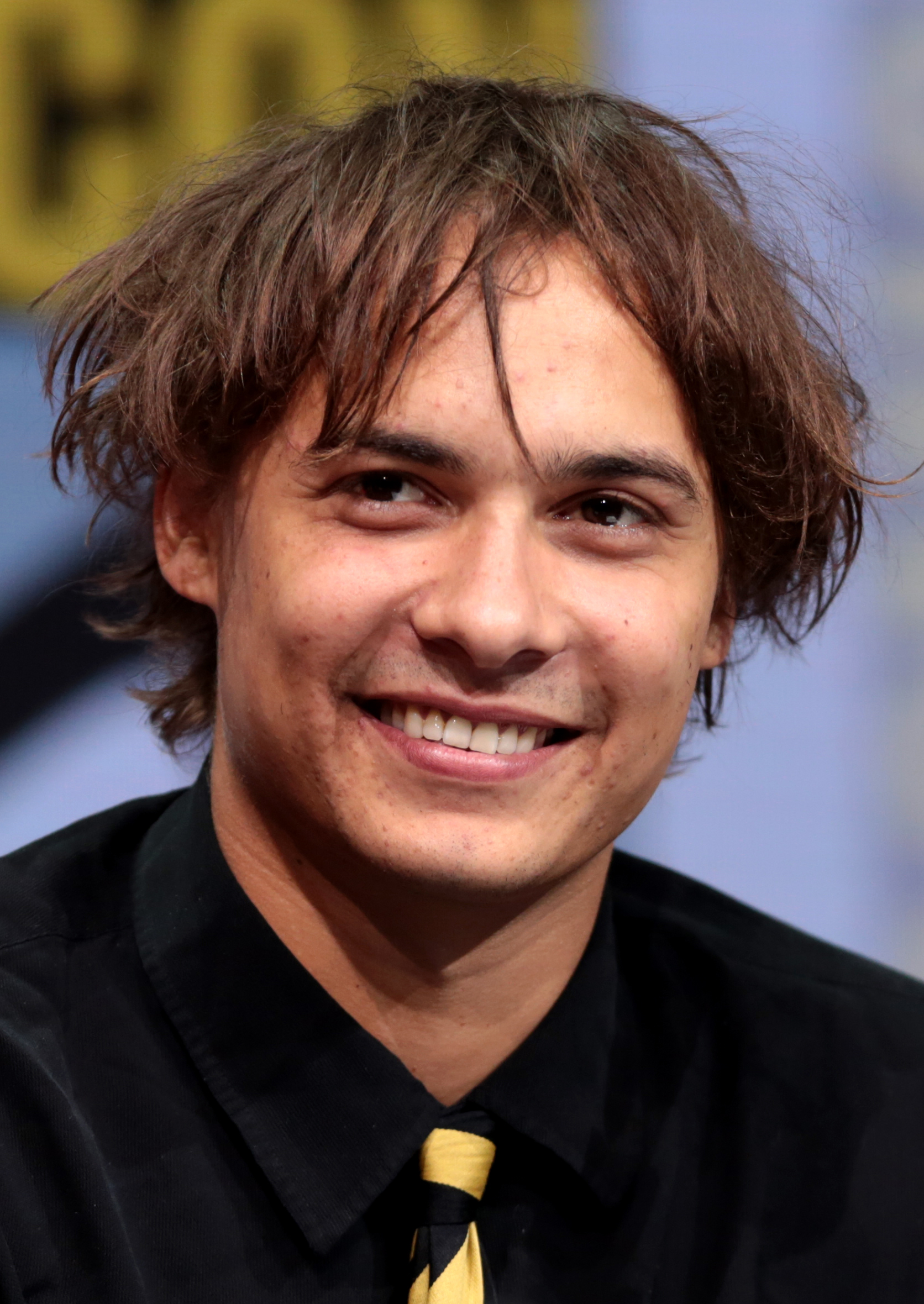
Frank Dillane (2017)
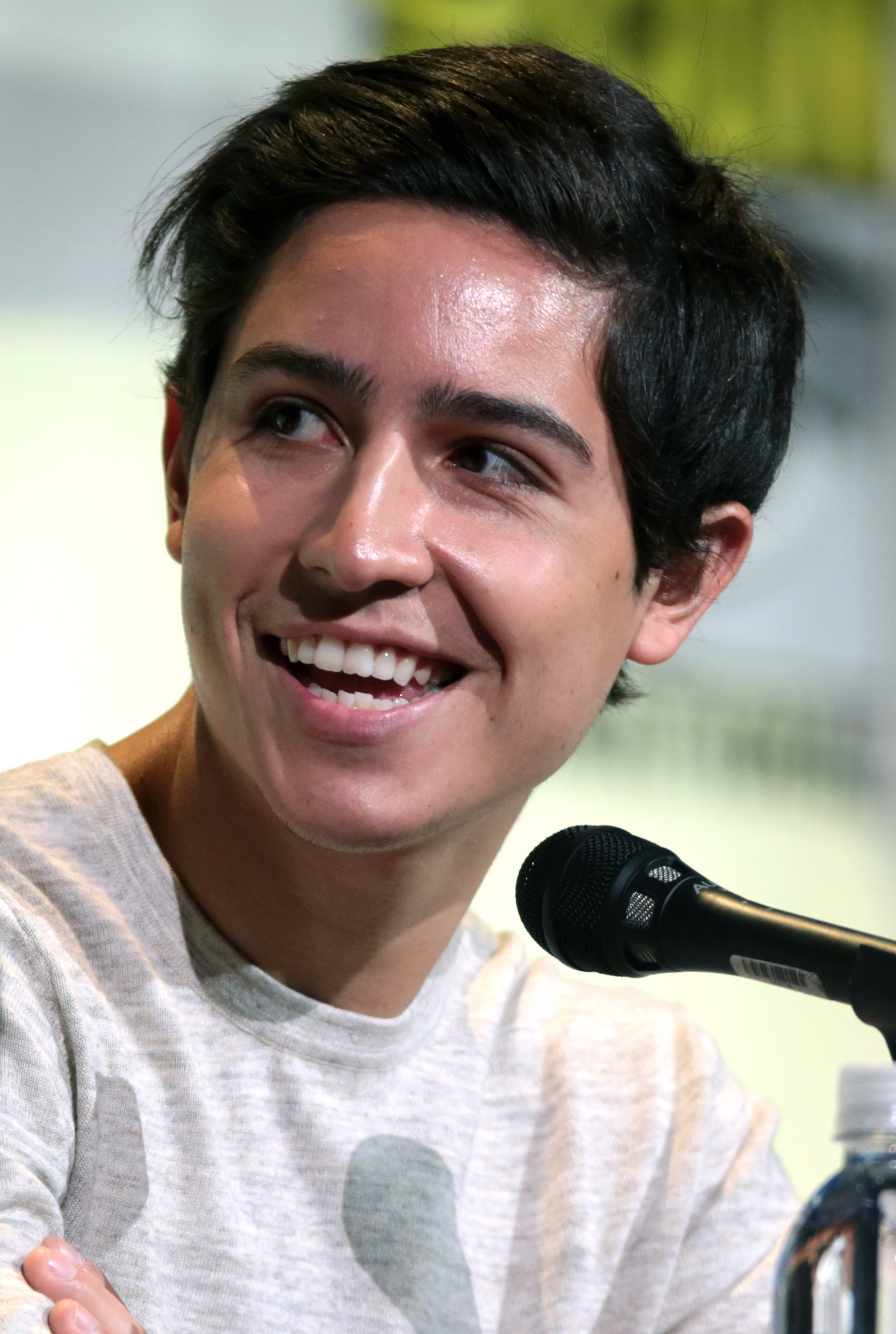
Lorenzo James Henrie (2016)
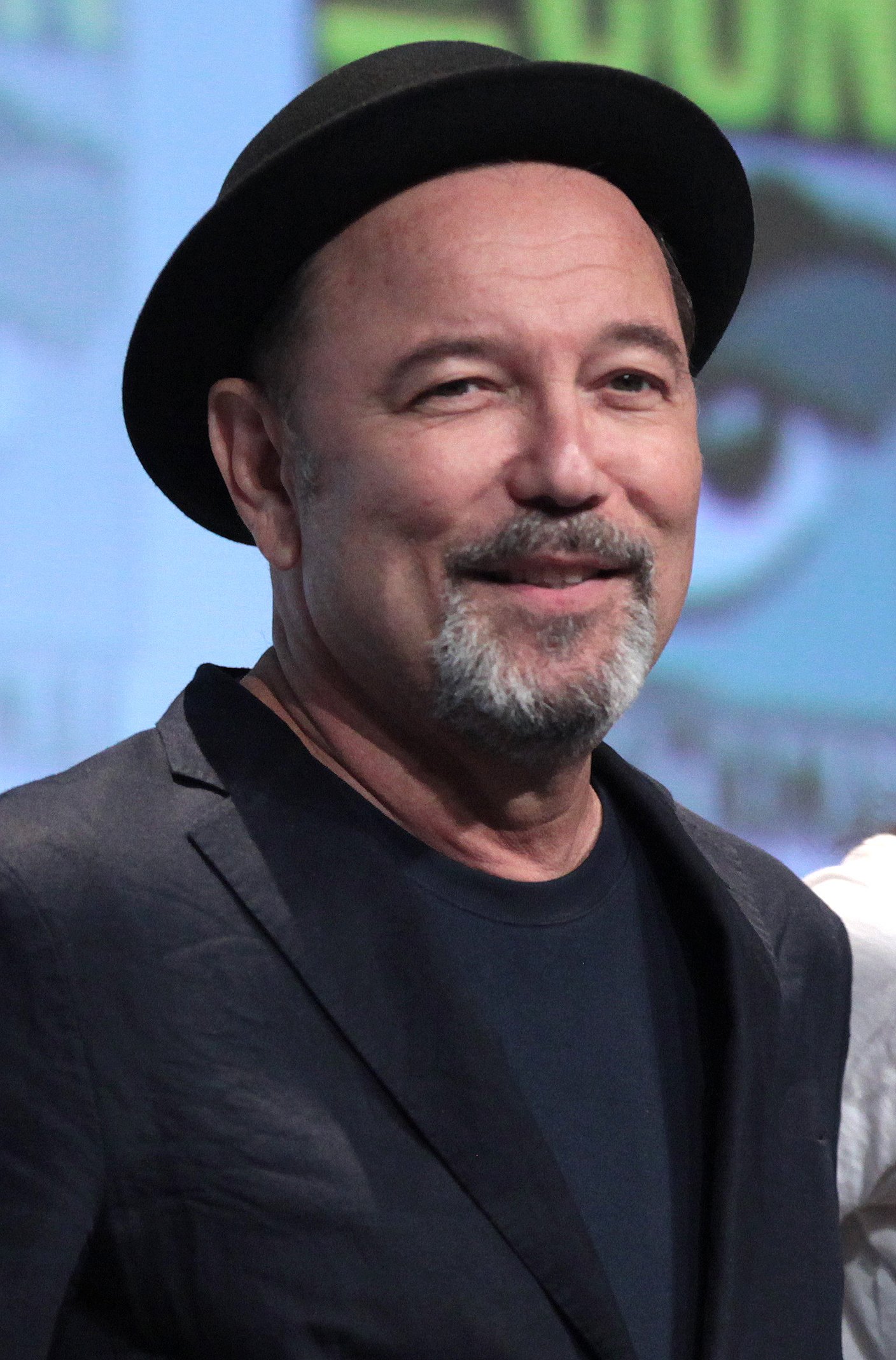
Rubén Blades (2015)
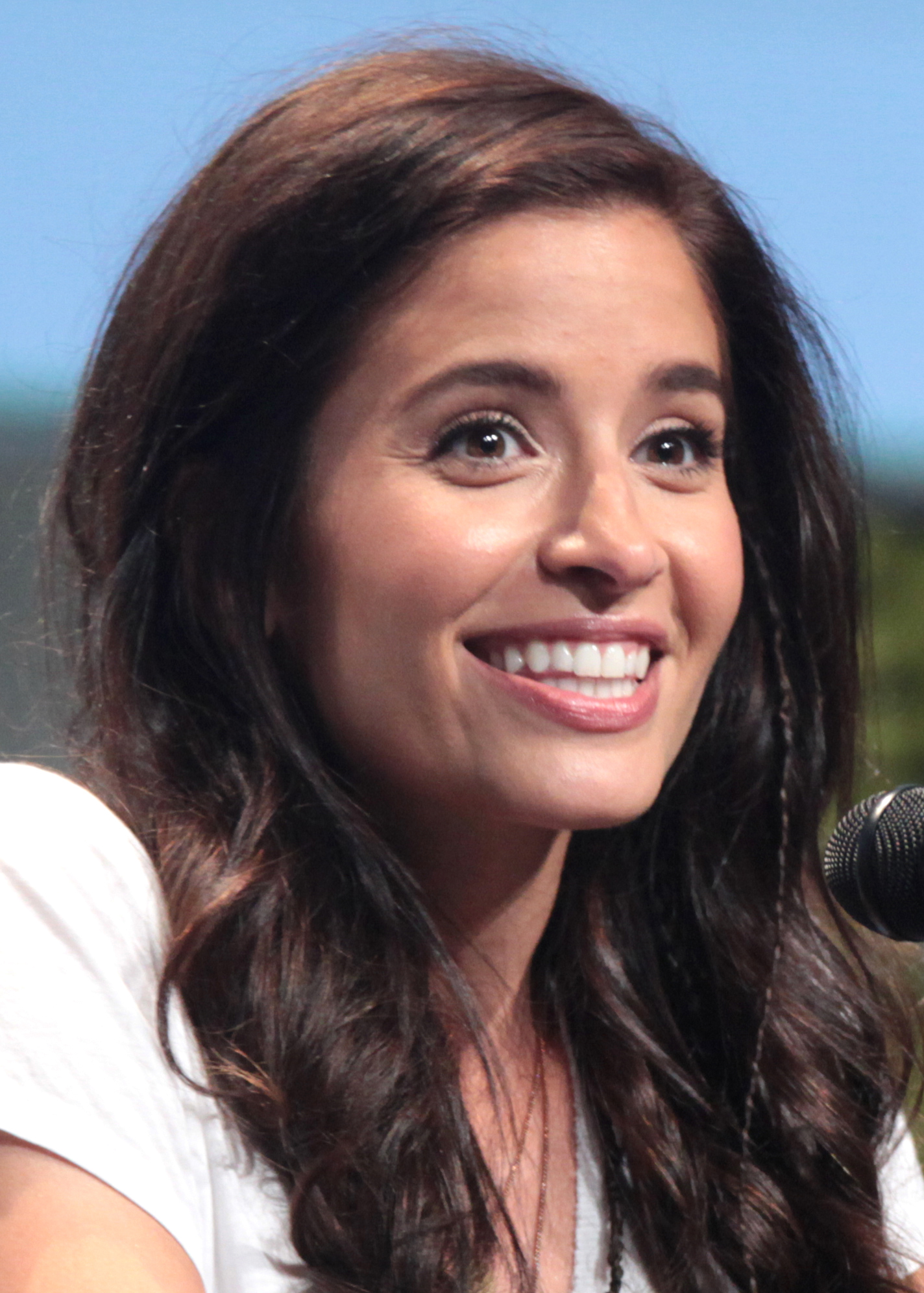
Mercedes Mason (2015)
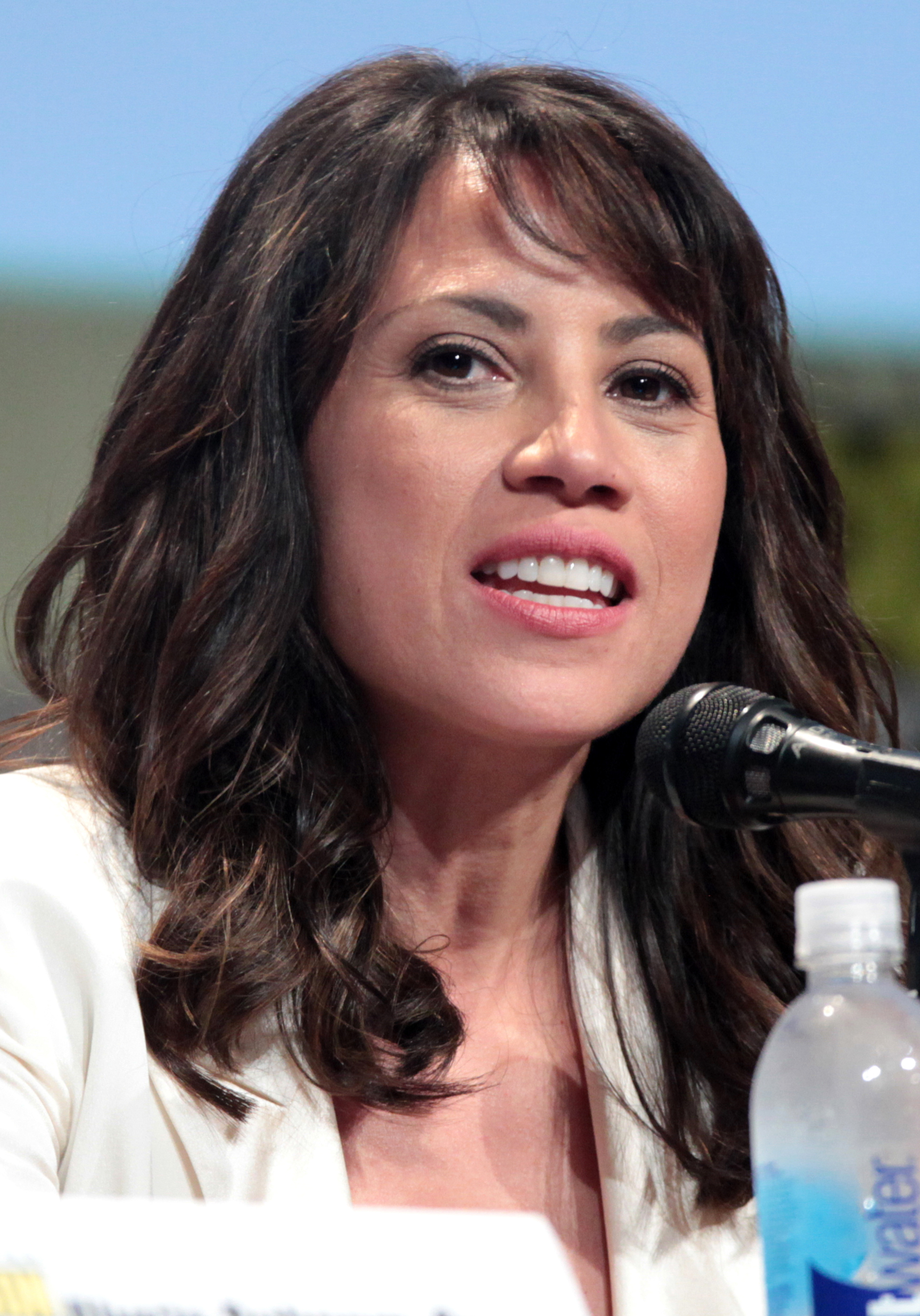
Elizabeth Rodriguez (2015)
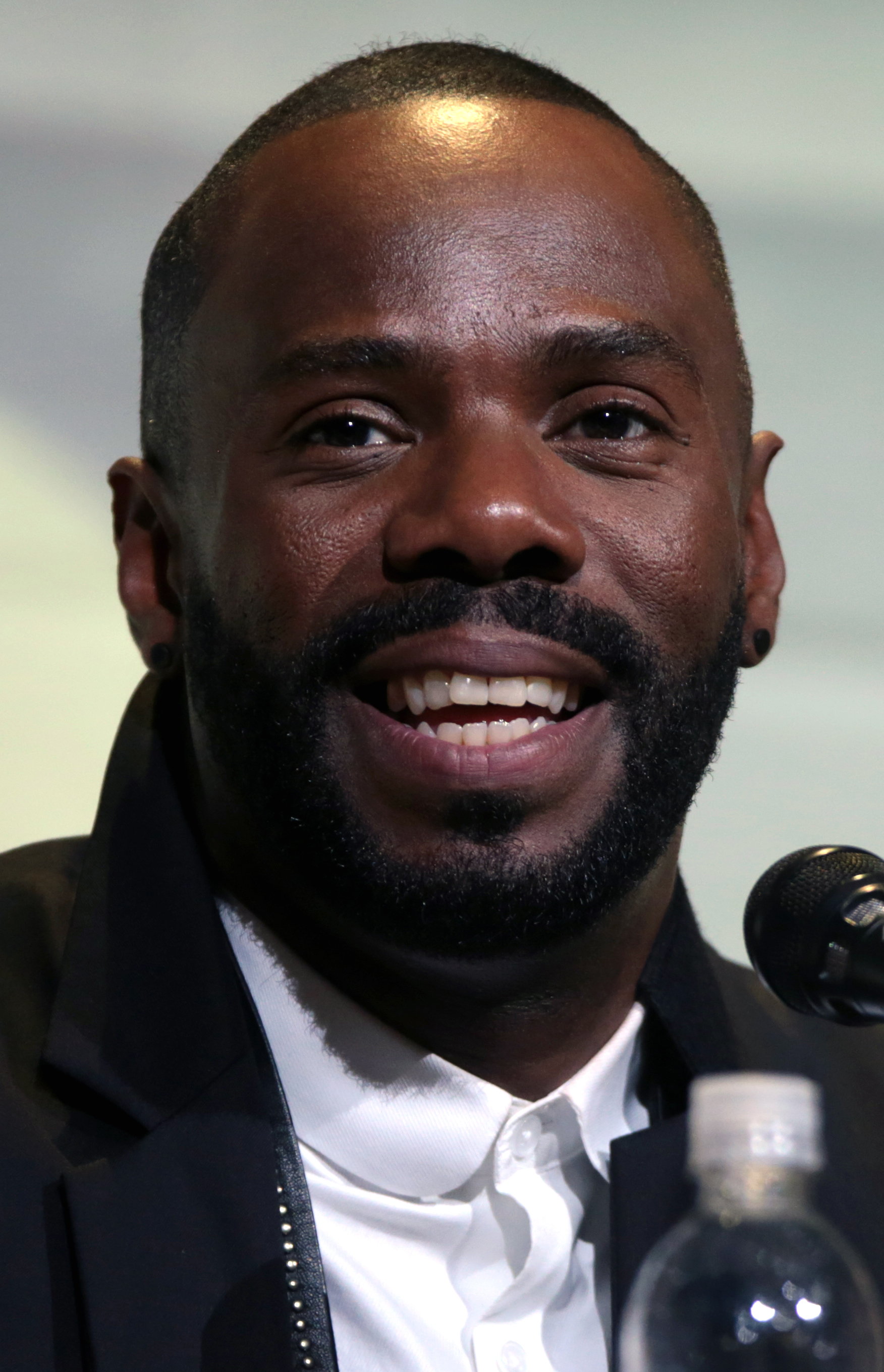
Colman Domingo (2016)
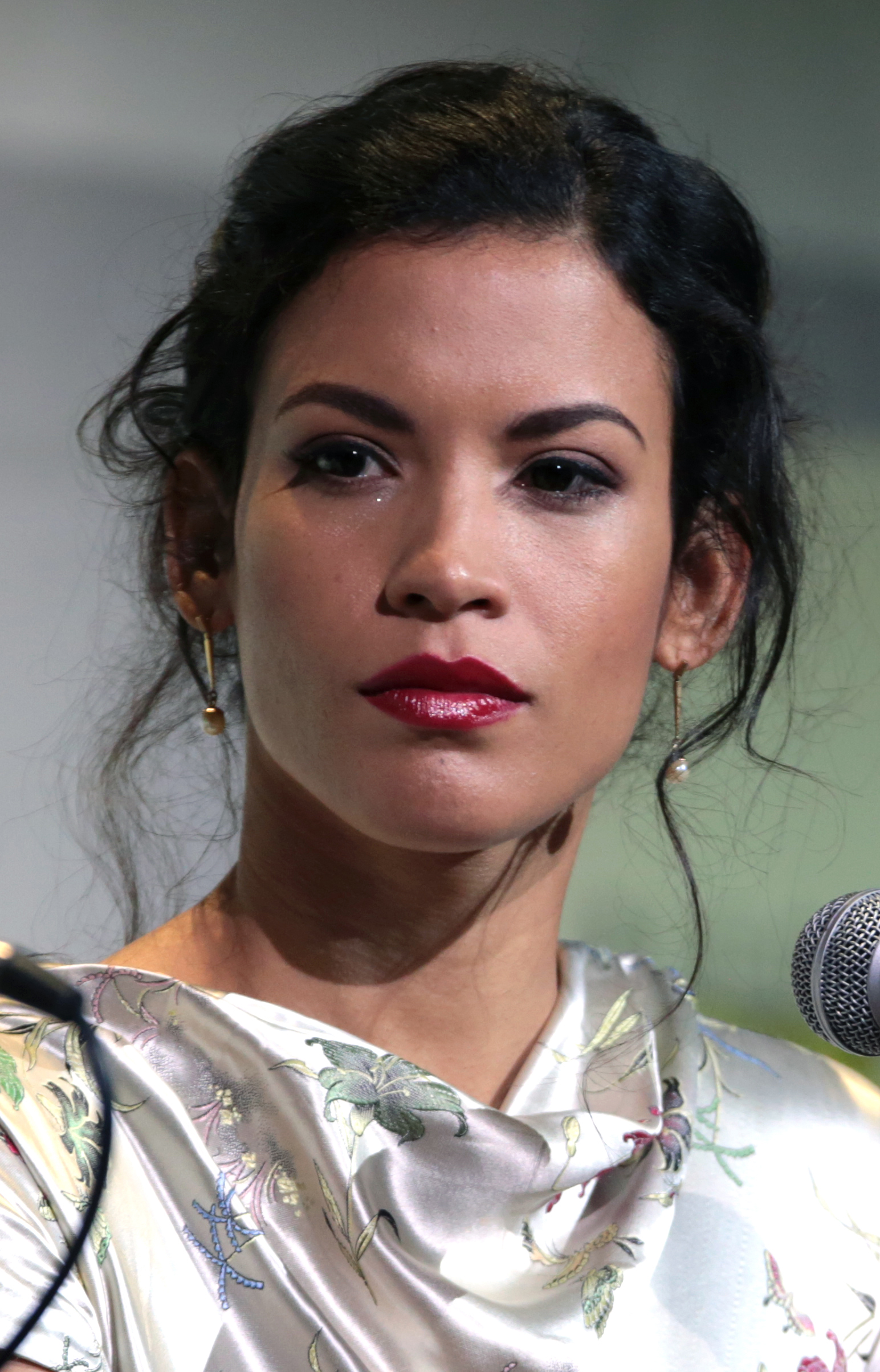
Danay García (2016)
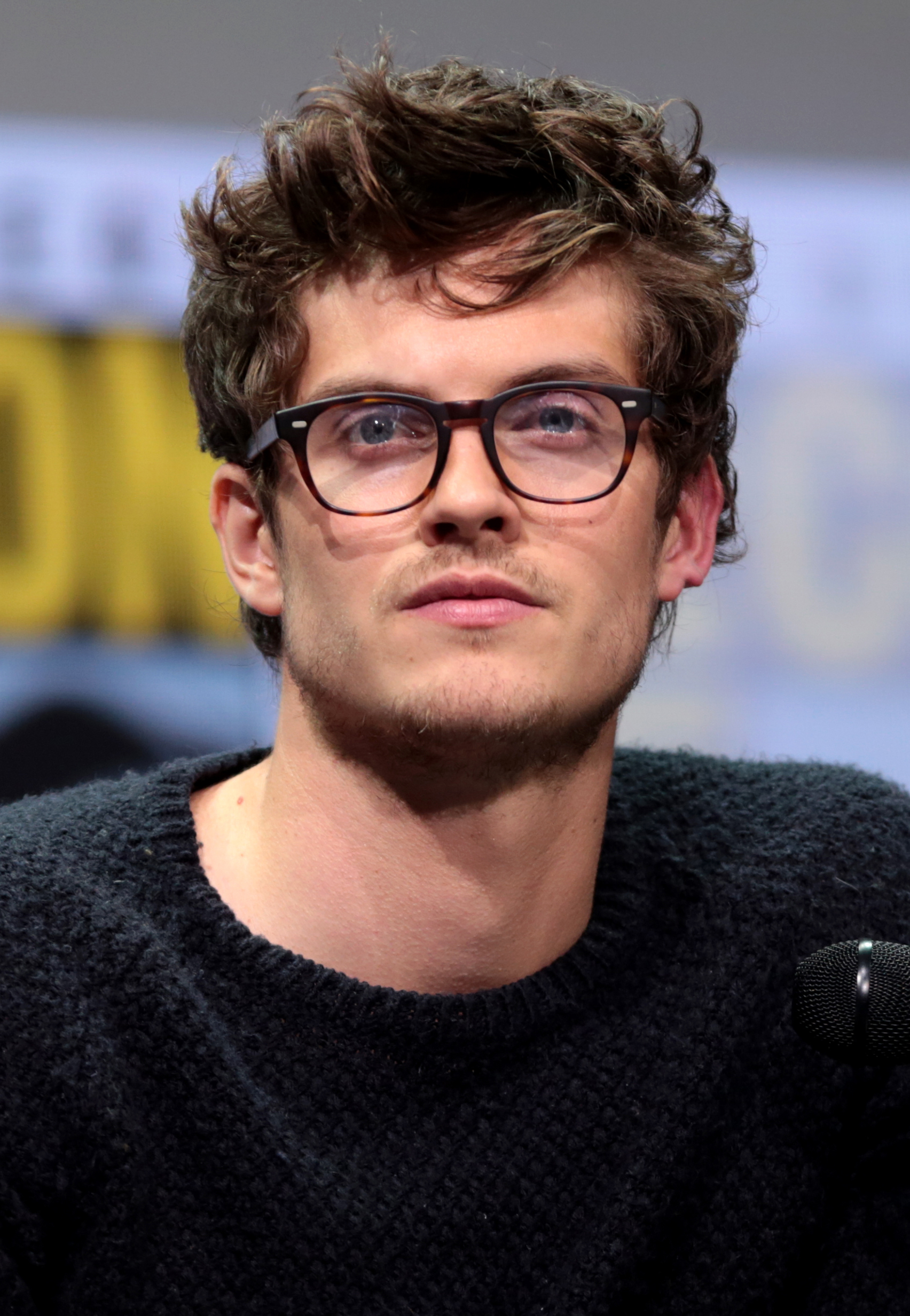
Daniel Sharman (2017)
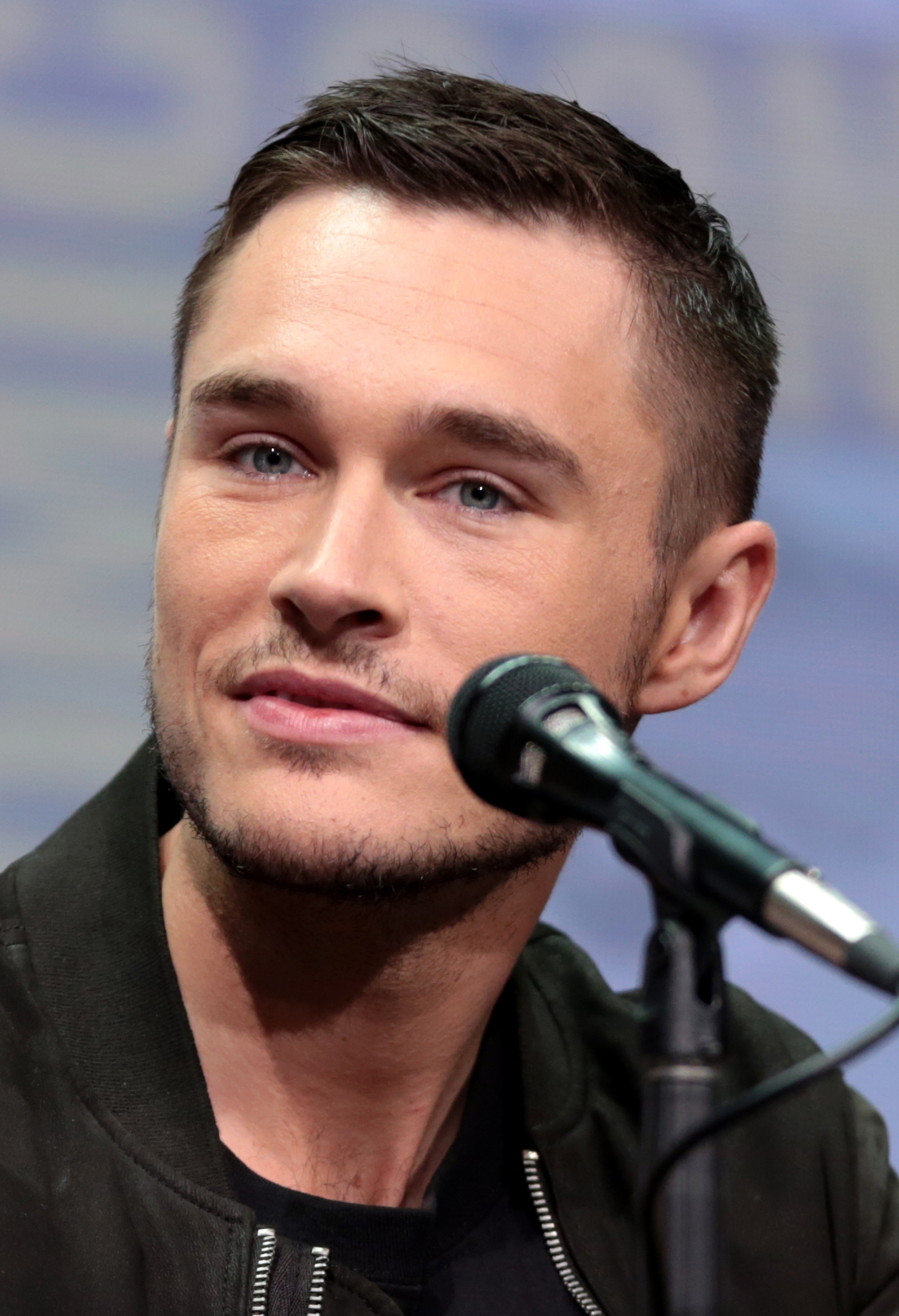
Sam Underwood (2017)
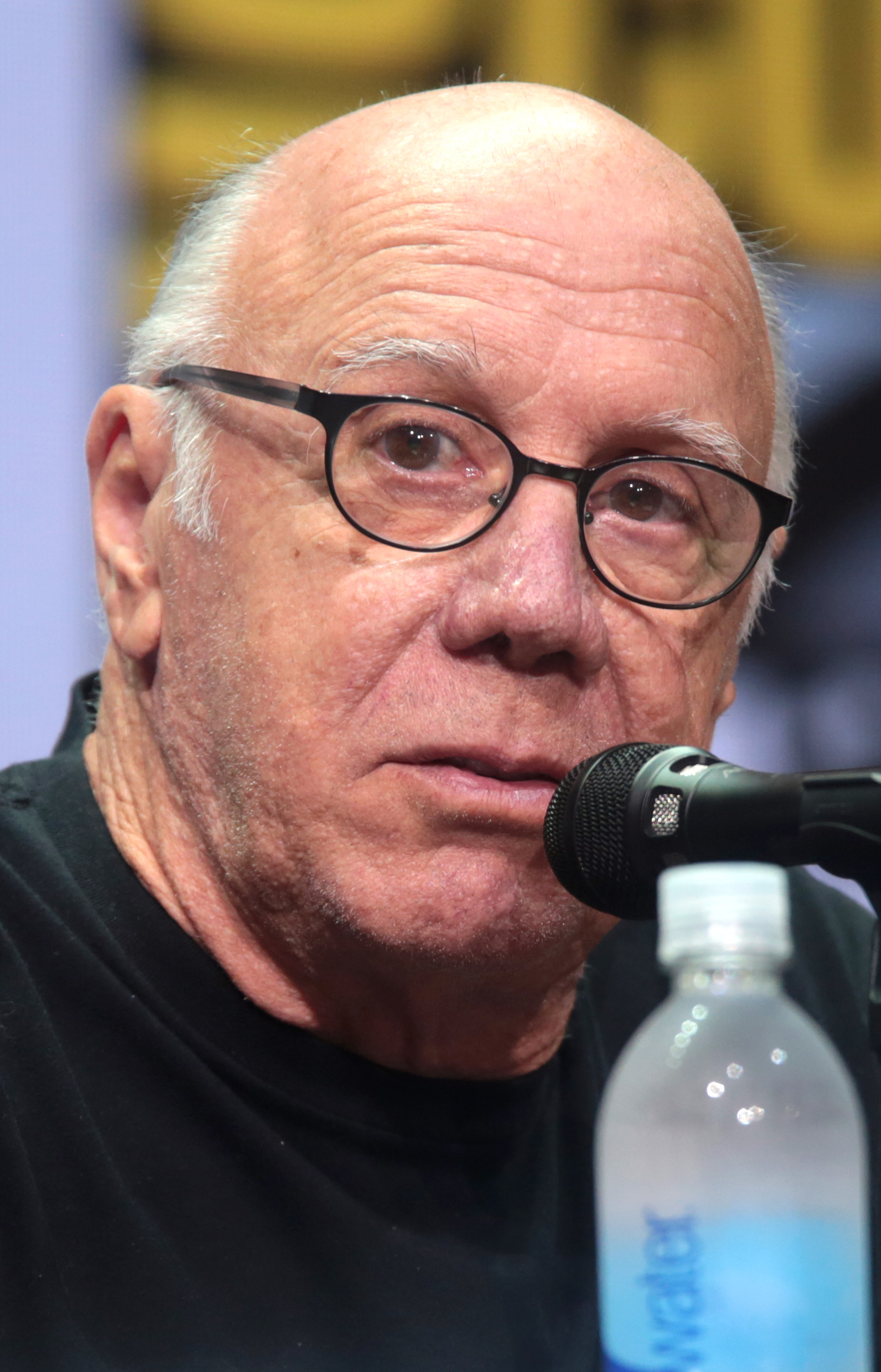
Dayton Callie (2017)
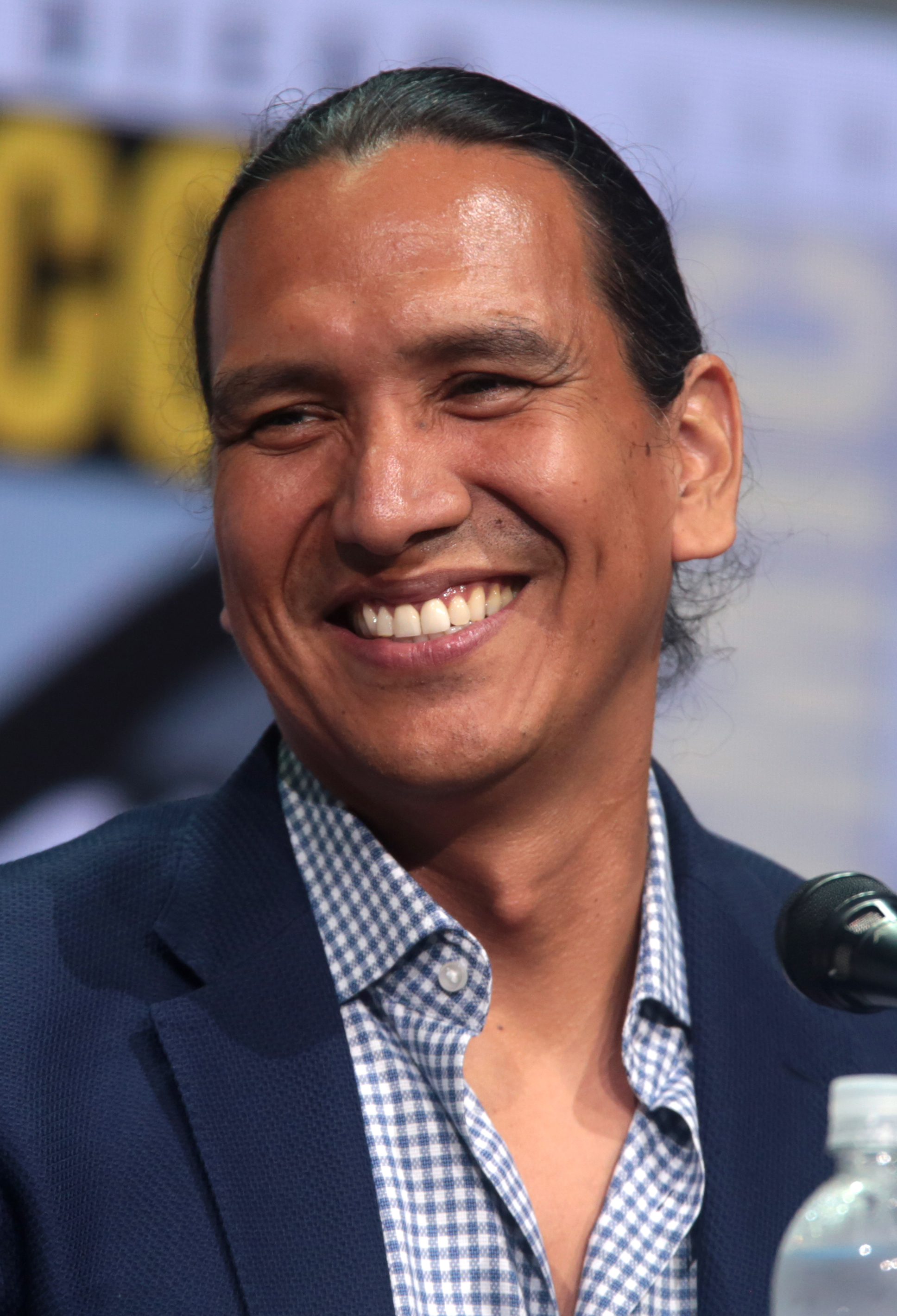
Michael Greyeyes (2017)
- Lennie James (2015)
- Garret Dillahunt (2018)
- Jenna Elfman (2018)
- Maggie Grace (2018)
- Karen David (2017)
- Austin Amelio (2018)

## Epizódok
| Évad | Évad | Részek száma | Részek száma | Eredeti sugárzás    | Eredeti sugárzás     | Eredeti adó | Magyar sugárzás     | Magyar sugárzás      | Magyar adó |
| Évad | Évad | Részek száma | Részek száma | Évadbemutató        | Évadzáró             | Eredeti adó | Évadbemutató        | Évadzáró             | Magyar adó |
| ---- | ---- | ------------ | ------------ | ------------------- | -------------------- | ----------- | ------------------- | -------------------- | ---------- |
|      | 1.   | 6            | 6            | 2015. augusztus 23. | 2015. október 4.     | AMC         | 2015. augusztus 24. | 2015. október 5.     | AMC        |
|      | 2.   | 15           | 15           | 2016. április 10.   | 2016. október 2.     | AMC         | 2016. április 11.   | 2016. október 3.     | AMC        |
|      | 3.   | 16           | 16           | 2017. június 4.     | 2017. október 15.    | AMC         | 2017. június 5.     | 2017. október 16.    | AMC        |
|      | 4.   | 16           | 16           | 2018. április 15.   | 2018. szeptember 30. | AMC         | 2018. április 16.   | 2018. október 1.     | AMC        |
|      | 5.   | 16           | 16           | 2019. június 2.     | 2019. szeptember 29. | AMC         | 2019. június 3.     | 2019. szeptember 30. | AMC        |
|      | 6.   | 16           | 16           | 2020. október 11.   | 2021. június 13.     | AMC         | 2020. október 12.   | 2021. június 14.     | AMC        |
|      | 7.   | 16           | 16           | 2021. október 17.   | 2022. június 5.      | AMC         | 2021. október 18.   | 2022. június 6.      | AMC        |
|      | 8.   | 12           | 12           | 2023. május 14.     | 2023. november 19.   | AMC         | 2023. május 15.     | 2023. november 20.   | AMC        |

## Produkció

### Előzmények
2013 szeptemberében az AMC bejelentette, hogy társsorozatot készít a The Walking Dead mellé, melynek karaktereit, akárcsak a fősorozat esetében Robert Kirkman alkotta. 2014 szeptemberében az AMC berendelt egy pilot-epizódot, melyet Robert Kirkman és Dave Erickson írt, Adam Davidson rendezett, vezető producerei Kirkman, Erickson, Gale Anne Hurd és David Alpert, a kreátor pedig Dave Erickson volt.
A projekt kezdetben Cobalt munkacímen futott, 2015 márciusában Robert Kirkman megerősítette, hogy a széria végleges címe Fear the Walking Dead lesz. 2015. március 9-én az AMC bejelentette, hogy 2 évadra berendelték a sorozatot.

### Szereplőválogatás

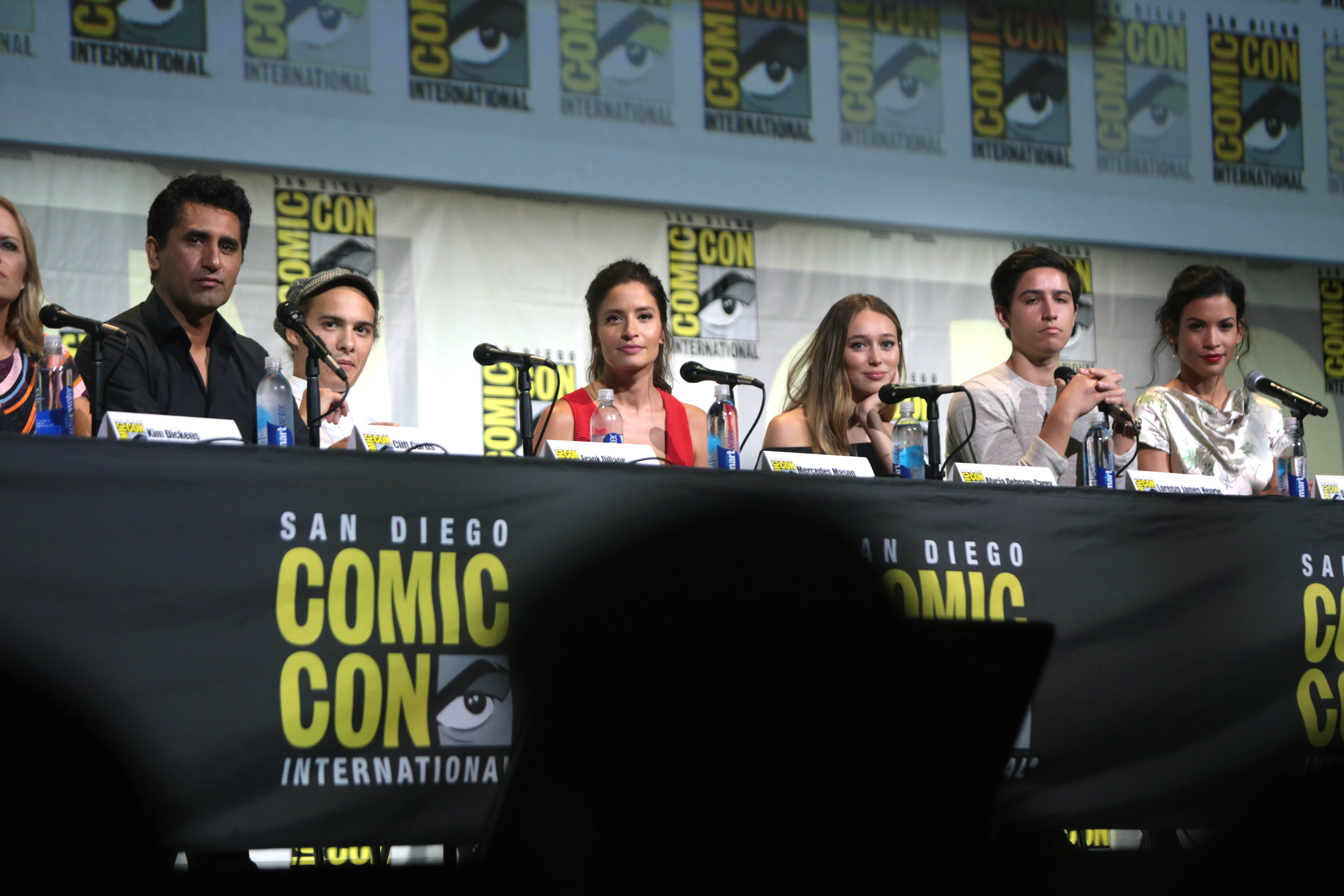
Cliff Curtis, Frank Dillane, Mercedes Mason, Alycia Debnam-Carey, Lorenzo James Henrie és Danay Garcia a 2016-os San Diego Comic Conon

2014 decemberében kiválasztották a sorozat első négy főszereplőjét: Kim Dickenst mint női főszereplőt Madison Clark szerepére, Cliff Curtist mint Travis Manawát a férfi főszerepre, Alycia Debnam-Carey megkapta Alicia szerepét, Frank Dillane-t pedig kiválasztották Nick megformálására. 2015 áprilisában és májusában megerősítették, hogy Elizabeth Rodriguez és Mercedes Mason állandó szereplői lesznek a sorozatnak, mindketten ismeretlen szerepben.
2017 októberében a New York Comic Conon került szóba, hogy a The Walking Dead egyik karaktere felbukkan a Fear the Walking Dead néhány epizódjában. 2017 novemberében megerősítést nyert, hogy a Morgant Jonest alakító Lennie James csatlakozik a főszereplőkhöz a sorozat negyedik évadában.
A negyedik évad további új szereplőkkel is bővült, a szériához csatlakozott Garret Dillahunt, Jenna Elfman és Maggie Grace.
2018. decemberi jelentés szerint az utoljára a 3. évadban szereplő Rubén Blades az 5. évadban visszatér mint Daniel Salazar. 2019 januárjában bejelentették, hogy Austin Amelio csatlakozik a szereplőgárdához az 5. évadban mint Dwight, aki utoljára a The Walking Dead 8. évadában tűnt fel. 2019. március 5-én megerősítették, hogy Karen David az 5. évadban Grace szerepében állandó szereplőként csatlakozott a produkcióhoz. 2019 decemberében bejelentették, hogy Zoe Colletti a hatodik évadban Dakota szerepében csatlakozik a forgatáshoz, Mo Collinst és Colby Hollmant pedig állandó szereplővé léptették elő.

### Zene
A sorozat első három évadának zenéjét Paul Haslinger szerezte. Miután Dave Erickson távozott a 3. évad végén a sorozat jelentős változásokon ment keresztül, a 4. évad fél-reboottal indult. A 4. évad kezdetén Haslinger helyére Danny Bensi és Saunder Jurriaans került. Az Atticus Ross által alkotott eredeti főcímképet szintén lecserélték.

### Forgatás
A pilot-epizód forgatását 2015 elején kezdték el és 2015. február 6-án fejezték be. Az első epizódot Los Angelesben forgatták, az első évad további részeit pedig a kanadai Vancouverben vették fel. Az első évad fennmaradó 5 részének forgatása 2015. május 11-én kezdődött. Adam Davidson, a pilot-epizód rendezője rendezte az első évad második és harmadik epizódját is.
A második évad forgatása 2015 decemberében kezdődött, a produkció munkálatait Mexikóba, Alsó-Kaliforniába költöztették. A forgatási helyszínek között szerepelt Rosarito (óceáni jelenetek és szálloda), Valle de Guadalupe (Thomas Abigail szőlőskertje), az óceáni jeleneteknek pedig a mexikói Baja Studios adott otthont.
A harmadik évad forgatása 2017. január 6-án kezdődött Mexikóban, Alsó-Kaliforniában, ugyanazokon a helyszíneken, melyeken a második évad második felében forgattak. Új helyszínként szerepelt Tijuana község, annak turistaközpontja, az Abelardo Luján Rodríguez-víztározó, és a környék hegyei, melyek otthont adtak az Otto farmnak.
A negyedik évad forgatási munkálatai 2018 júniusában a Texas állambeli Austin környékén zajlottak különböző helyszíneken. Egyes jeleneteket a Dell Diamond baseball stadionban, a 2017 óta üresen álló Brackenridge kórházban és az árvíz sújtotta Onion Creek szomszédságban vették fel.
Az ötödik évad forgatása 2018 decemberében kezdődött. A sorozat egyik vezető producere, Andrew Chambliss megerősítette, hogy a forgatás helyszíne továbbra is elsősorban Közép-Texas, valamint Austin és környéke. Az évad egyes jeleneteit a szintén Texas állambeli New Braunfels textilgyárában forgatták.
A Texas állambeli Austinban zajló hatodik évad forgatása 2020 márciusában három hétre leállt a Covid19-világjárvány
 miatt.

## Sugárzás
A sorozat 2015. augusztus 23-án debütált világszerte: az Egyesült Államokban az AMC-n, az afrikai, ázsiai, európai, latin-amerikai, és a közel-keleti piacon az AMC Globalon, Ausztráliában pedig az FX-en. Az Egyesült Államokban a Hulu birtokolja a sorozat VoD szolgáltatását, míg a streamelés jogai az Amazon Instant Video tulajdonában állnak Ausztriában és Németországban, ahol aztán az epizódok az eredeti sugárzás után egy nappal online is elérhetővé válnak. Az Egyesült Királyságban a streamelés 2016-ban vált elérhetővé az Amazon Prime tagjai számára.

## Fogadtatás

### A kritikusok értékelései
| Évad | Évad    | Kritikai visszajelzés | Kritikai visszajelzés |
| Évad | Évad    | Rotten Tomatoes       | Metacritic            |
| ---- | ------- | --------------------- | --------------------- |
|      | 1. évad | 77% (62 visszajelzés) | 66 (33 visszajelzés)  |
|      | 2. évad | 70% (30 visszajelzés) | 54 (12 visszajelzés)  |
|      | 3. évad | 83% (6 visszajelzés)  | n/a                   |
|      | 4. évad | 81% (6 visszajelzés)  | n/a                   |
|      | 5. évad | 55% (9 visszajelzés)  | n/a                   |

#### 1. évad
Az évad a Rotten Tomatoes oldalán 59 vélemény alapján 78%-os szintet ért el 10/6,8 pontos átlagos epizódértékelésekkel. Az oldal kritikája szerint a Fear the Walking Dead „jól hasznosítja a társsorozat elemeit, miközben elég hangulatos és elkápráztató ahhoz, hogy felvegye a versenyt az eredetivel.” A Metacritic 33 vélemény alapján 100-ból 66 pontra értékelte az első évadot, ami általánosságban kedvező visszajelzéseket mutat.
Elisabeth Vincentelli, a New York Post újságírója négy csillagból háromra értékelte az első két epizódot és kijelentette, hogy „az évad várakozással teli, a készítők nagyszerű példáját mutatják annak, hogy milyen hatásos lehet a lassú ütem és a hangulatos történetmesélés.” Az első epizód másik pozitív értékelése a Yahoo TV újságírójától, Ken Tuckertől származik, aki úgy fogalmazott, hogy "a Fear the Walking Dead hangulatos darab, sokkal művészibb, mint az eredeti sorozat” és az alkotók „fantasztikusak”. Tom Goodman, a The Hollywood Reportertől átlagos értékelést adott, véleménye szerint „a 90 perces első epizód és az egy órás második rész bár nem unalmas, kevésbé vonzó mint az eredeti sorozat”.
A legszélsőségesebb negatív visszajelzés Daniel Fienberg (HitFix) kritikája és Alan Sepinwall podcastje volt, melyben Fienberg az első epizódot „szörnyűnek, szinte nézhetetlenül rossznak” nevezte, Sepinwall saját kritikájára „kicsit nagylelkűbbként” utalt.

#### 2. évad
A második évad többnyire vegyes kritikákat kapott. A Rotten Tomatoes-on 29 vélemény alapján 71%-os minősítést ért el 10/6,6 pontos átlagos epizódértékelésekkel. Az oldal kritikája szerint a „Fear the Walking Dead a második évadban érdekes háttérrel rendelkezik, de nem mindig tudja kiküszöbölni elődje hiányosságait." A Metacritic 12 vélemény alapján 100-ból 54 pontra értékelte a második évadot, ami „vegyes és átlagos visszajelzéseket” mutat.

#### 3. évad
A Rotten Tomatoes esetében a harmadik évad 8 értékelés alapján 80%-os mutatón áll 10/7,5 pontos átlagos epizódértékelésekkel. Az IGN évadértékelőjében Matt Fowler 10/8.2 pontot adott a szezonra és álláspontja szerint „a Fear the Walking Dead sokkal szilárdabban találta meg hangját ebben az évadban a táj ábrázolása, az ember-ember elleni konfliktus fokozása, a Madisonra, az anti-hős anyafigurára összpontosítás által”. Véleménye szerint a sorozat „mostanra jobb, mint a The Walking Dead”.

#### 4. évad
Az évad a Rotten Tomatoes-on 73 vélemény alapján 85%-os szintet ért el 10/7,94 pontos átlagos epizódértékelésekkel. A TVLine a negyedik évad kapcsán újraértékelte a sorozatot, amire "B+" minősítést adott. A kritikus Charlie Mason szerint "a sorozat szintet lépett, nem csak hézagpótlóként funkcionál a The Walking Dead egyes évadai között, hanem legalább annyira jó, vagy még jobb is, mint a társ-, illetve előzménysorozata." Dicsérte Jenna Elfman és Garret Dillahunt szereplőgárdához való csatlakozását, és a negyedik évad váratlan meglepetésekkel teli történetmesélését.

#### 5. évad
Az ötödik évad többnyire vegyes értékeléseket kapott a kritikusoktól. Az évad a Rotten Tomatoes-on 9 vélemény alapján 55%-os arányt ért el 10/5,08 pontos átlagos epizódértékelésekkel. Az oldal általános kritikai értékelése szerint "Annak ellenére, hogy az évad szolgáltat néhány emlékezetes zombijelenetet, melyre a rajongók vágynak, a Fear the Walking Dead ötödik évada főként az önzetlenséget hangsúlyozza a következetes jellemábrázolás helyett".

### Nézettség
A sorozat amerikai premierje a teljes lakosság körében 10.1 millió nézőt vonzott, míg a hirdetők által preferált 18-49 éves korosztály körében 6,3 millió nézőt ültetett a képernyők elé. Mindkét nézőszám rekordnak számít televíziós kábelcsatorna sorozatának premierjét illetően. A sorozat első epizódjának vetítése nemzetközi viszonylatban is számos helyen nézettségi rekordokat döntött. A sorozat első évadát átlagosan 11.2 millióan nézték, ezzel a kábeltelevíziók sorozattörténetének legmagasabbra értékelt első évadát produkálta.

## Díjak és jelölések
E! Online
- 2015 Nyert, Legjobban várt új sorozat (Fear the Walking Dead)
- 2016 Nyert, Legjobb feltörekvő színésznő (Alycia Debnam-Carey)

Szaturnusz-díj
- 2016 Jelölés, Legjobb televíziós horrorsorozat (Fear the Walking Dead)
- 2016 Jelölés, Legjobb televíziós színésznő (Kim Dickens)
- 2016 Jelölés, Fiatal színész legjobb sorozatbeli alakítása (Frank Dillane)
- 2017 Jelölés, Legjobb televíziós horrorsorozat (Fear the Walking Dead)
- 2017 Jelölés, Legjobb televíziós színésznő (Kim Dickens)
- 2017 Jelölés, Fiatal színész legjobb sorozatbeli alakítása (Alycia Debnam-Carey)
- 2017 Jelölés, Fiatal színész legjobb sorozatbeli alakítása (Lorenzo James Henrie)
- 2018 Jelölés, Legjobb televíziós horrorsorozat (Fear the Walking Dead)
- 2018 Jelölés, Fiatal színész legjobb sorozatbeli alakítása (Alycia Debnam-Carey)
- 2018 Jelölés, Legjobb televíziós vendégszereplő (Michael Greyeyes)
- 2019 Jelölés, Legjobb televíziós horrorsorozat (Fear the Walking Dead)
- 2019 Jelölés, Legjobb televíziós férfi mellékszereplő (Lennie James)
- 2019 Jelölés, Legjobb televíziós vendégszereplő (Sydney Lemmon)
- 2019 Jelölés, Legjobb televíziós vendégszereplő (Tonya Pinkins)

16th Visual Effects Society Awards
- 2018 Jelölés, Legjobb vizuális effektek egy epizódban (Peter Crosman, Denise Gayle, Philip Nussbaumer, Martin Pelletier, Frank Ludica a "Szánkózás" című epizódért)

## Websorozatok

### Fear the Walking Dead: Flight 462
A Fear the Walking Dead: Flight 462 egy 16 részes websorozat, mely a Fear The Walking Dead első évadának fináléjakor, 2015. október 4-én debütált az AMC.com-on. Az egyperces epizódokat a 2015. október 11-én rajtoló The Walking Dead 6. évadának epizódjai alatt is sugározták. A történet egy utasszállító repülőgépen játszódik a járvány kitörésének kezdetén. Az utasok élete veszélybe kerül, amikor kiderül, hogy a gép egyik utasa fertőzött. A Fear the Walking Dead első évadának harmadik epizódjában (A kutya) Nick egy zuhanó repülőgépet lát, amely talán a 462-es járat. A websorozat két karaktere, Alex (előzőleg Charlie) és Jake a Fear the Walking Dead 2. évadának 3. epizódjában (Uroborosz) is feltűnik. A sorozatot Lauren Signorino és Mike Zunic írta, és Michael McDonough rendezte.

### Fear the Walking Dead: Passage
A szintén 16 részes második websorozat 2016. október 17-én debütált, melynek epizódjait hetente tették közzé online az AMC.com-on, illetve a The Walking Dead 7. évadának epizódjai alatt is sugározták. Egy Sierra nevű túlélő beleegyezik, hogy segít a sérült Gabinek cserébe egy biztonságos menedékhelyért. Veszélyes útjuk során a két nő megtanulja, hogy mire van szükségük a túléléshez. A sorozatot Lauren Signorino és Mike Zunic írta, és Andrew Bernstein rendezte.

### The Althea Tapes
A hat részes websorozatot 2019. július 27-étől augusztus 8-áig jelentették meg az AMC.comon és a YouTube-on. A sorozat középpontjában Althea áll, aki interjút készít különböző túlélőkkel, miközben felfedi, hogy miért annyira fontosak a felvételei.

## Blu-ray és DVD megjelenés
Az első évad 2015. december 1-jén jelent meg Blu-ray-en és DVD-n. Az első évad különleges kiadású Blu-ray és DVD-verziója 2016. március 22-én jelent meg olyan új bónusz tartalmakkal, mint a kimaradt jelenetek, hét rövidfilm, és audiókommentár mind a hat részhez az alkotók és szereplők közreműködésével.
A második évad bónuszként audiokommentárokat, kimaradt jeleneteket és kulisszák mögötti érdekességeket magába foglaló Blu-ray és DVD kiadása 2016. december 13-án jelent meg.
A 2018. március 13-án kiadott harmadik évad Blu-ray és DVD-verziója audiokommentárokat és kimaradt jeleneteket is tartalmaz. A négy audiókommentárt tartalmazó negyedik évad 2019. március 5-én jelent meg Blu-ray és DVD lemezen.

## Fordítás
- Ez a szócikk részben vagy egészben a  Fear the Walking Dead című angol Wikipédia-szócikk ezen változatának fordításán alapul.  Az eredeti cikk szerkesztőit annak laptörténete sorolja fel. Ez a jelzés csupán a megfogalmazás eredetét és a szerzői jogokat jelzi, nem szolgál a cikkben szereplő információk forrásmegjelöléseként.

## Külső hivatkozások
- Hivatalos oldal Archiválva 2018. március 30-i dátummal a Wayback Machine-ben
- Fear the Walking Dead az Internet Movie Database oldalon (angolul)
- Fear the Walking Dead a TV.com oldalain Archiválva 2018. március 25-i dátummal a Wayback Machine-ben
- Fear the Walking Dead a PORT.hu-n (magyarul)